# Христос Типадис
Христос Типадис или Христо Типади (на гръцки: Χρήστος Τυπάδης) е гръцки фармацевт.

## Биография
Типадис е роден в 1876 година в костурското село Песяк, тогава в Османската империя, днес в Гърция. Учи в гръцката Цотилска гимназия, а след това фармация в Атинския университет. Установява се в костурското градче Хрупища, където отваря първата аптека. Дневникът му е важен източник за историята на Хрупища и Костурско.
Умира в 1914 година.